# Boardingvoetbal
Boardingvoetbal is een variant op voetbal en wordt op een boardingveld gespeeld. Twee ploegen van vijf spelers moeten proberen de bal in het doel van de tegenstander te krijgen. Een groot verschil met het voetbal is dat de bal, wegens borden langs het veld, het veld bijna niet kan verlaten. Boardingvoetbal kent, in tegenstelling tot voetbal, geen buitenspelregel. Tijdens het spel wordt er vooral technisch en snel gevoetbald, wordt er veel gescoord en mag er onbeperkt gewisseld worden.
In Nederland worden er vooral boardingvoetbaltoernooien georganiseerd voor jeugdvoetballers van amateurverenigingen. Dit wordt dan gespeeld op een opblaasbaar voetbalveld of een 'echt' boardingveld.